# Casa Miniati
Casa Miniati è un edificio medievale di Pisa, situato in via Santa Maria, angolo con via Volta.

## Descrizione
Posta in una posizione angolare, questa costruzione spicca per i bianchi archetti della struttura architettonica chiaramente visibili all'esterno: si tratta di archi di scarico ogivali risalenti alla seconda metà del XII secolo o all'inizio del XIII, creati con conci tagliati in bozze regolari in pietra verrucana o nel più pregiato calcare di San Giuliano (più chiaro, nella parte inferiore).
Si vedono inoltre gli architravi che sorreggono i vari piani, mentre l'ultimo piano e il solaio, realizzato in muratura piena presenta alcune monofore e strette finestre rettangolari.
A questa casa torre fu aggregata un'altra confinante a destra, con un'elegante bifora all'ultimo piano.